# Lousberglauf

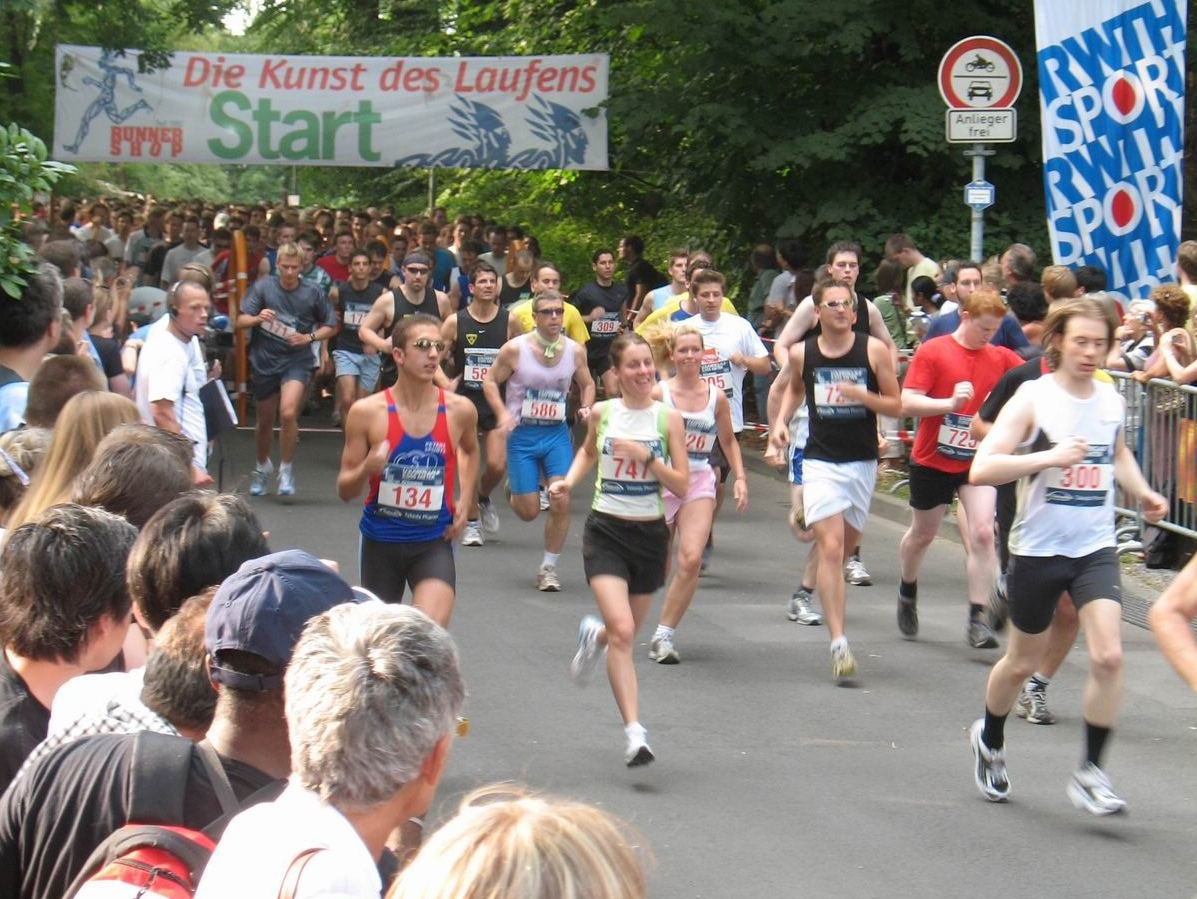
Startschuss beim Lauf 2006

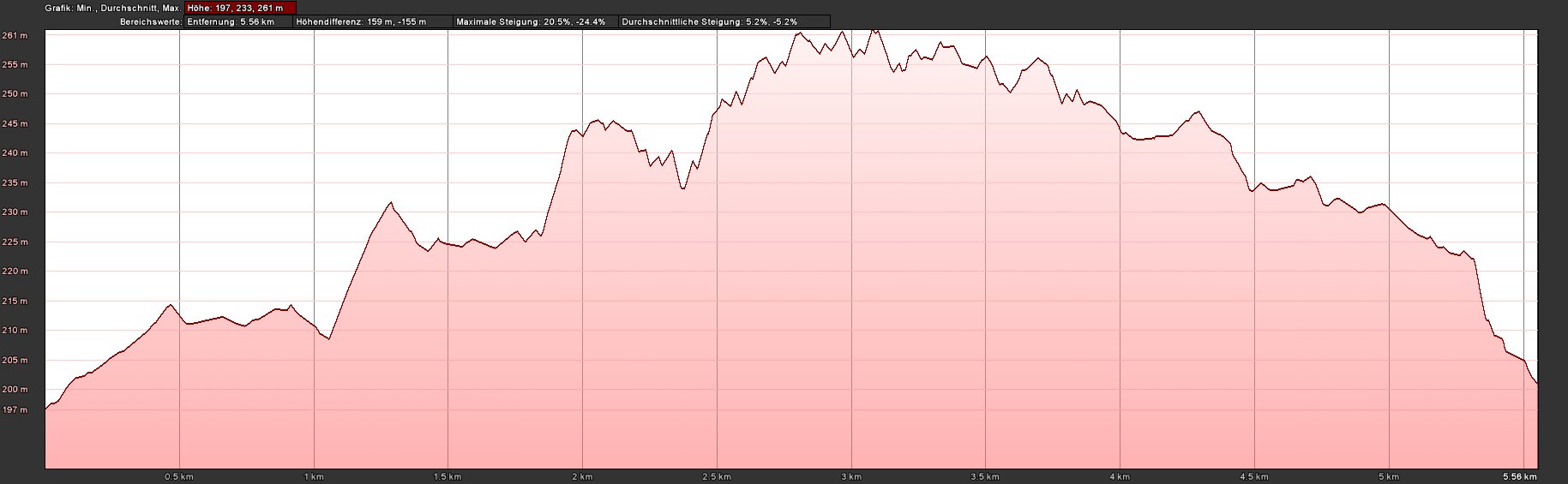
Höhenprofil der Laufstrecke in m ü. NN

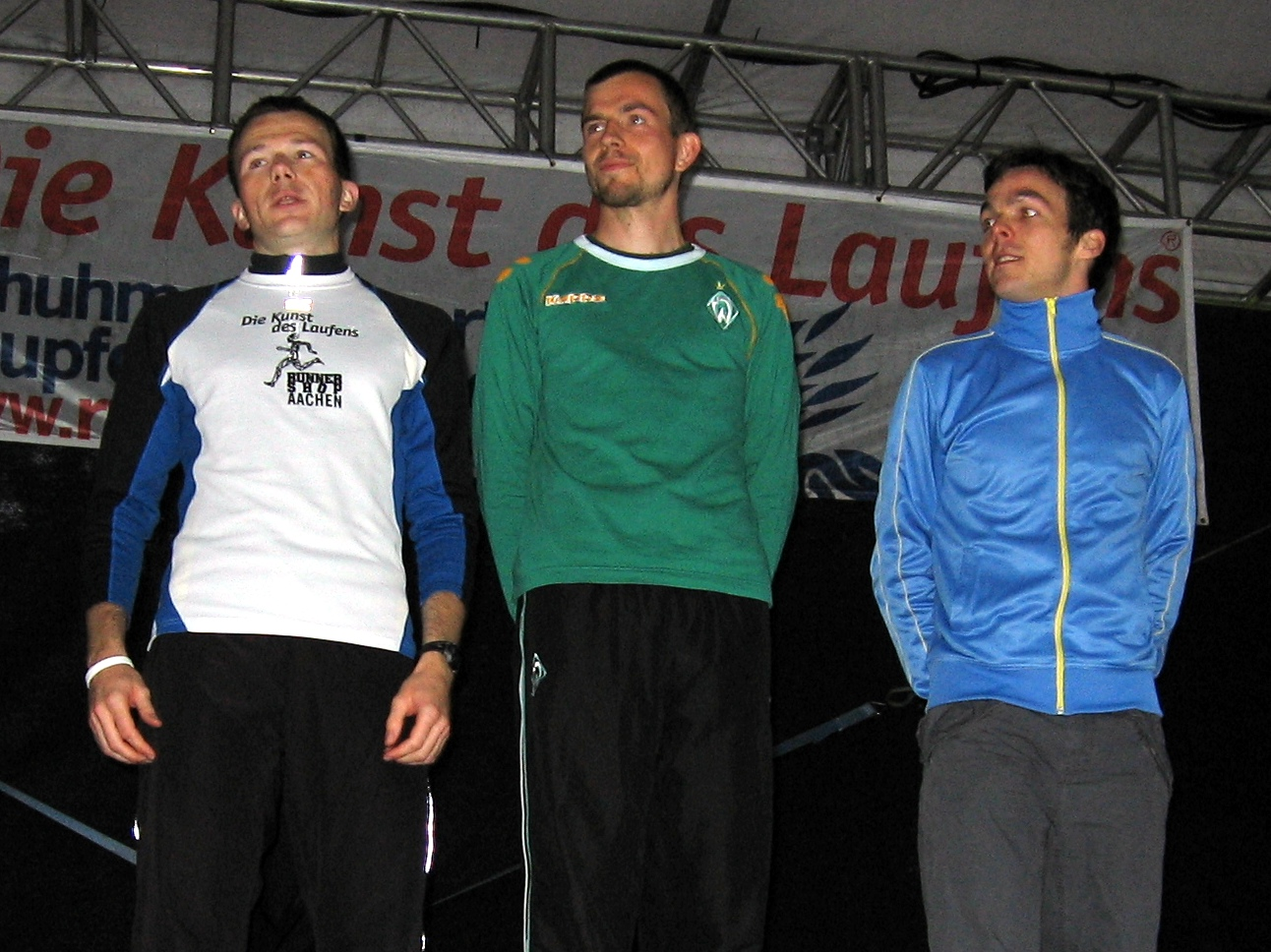
Siegerehrung der Herren 2007:
v. l. n. r.: Philipp Nawrocki (2.), Jan Oude-Aost (1.), Thomas Tegelkamp (3.)

Der Lousberglauf ist ein seit mehr als 20 Jahren jährlich im Juli stattfindender Volkslauf, der über eine Strecke von 5555 Meter um den Lousberg in Aachen herumführt.

## Organisation
Der erste bei der Stadt Aachen angemeldete Lousberglauf fand 1985 statt. Ausrichter waren ursprünglich die Studentenwohnheime „Die Türme“ am Lousberg. Seit 1990 wurde er in Kooperation zwischen den Türmen, dem Hochschulsportzentrum der Aachener Hochschulen und dem studentischen Sportreferat organisiert. Seitdem wuchs die Zahl der Teilnehmer von ursprünglich 67 auf fast 2000. Die Veranstaltung wurde im Vergleich zum Anfang stark professionalisiert. Es fanden sich Sponsoren wie die Stadtwerke Aachen, weshalb der Name offiziell „Lousberglauf powered by Stawag“ lautet.
Start und Ziel sind vor dem Sportplatz der Studentenwohnheime „Die Türme“ an der Rütscher Straße. Die Teilnehmerzahl ist auf 2000 begrenzt. Den Streckenrekord für männliche Starter hält Hamid Maaziz seit 2012 mit 16:31 min. 2022 stellte Esther Jacobitz den Rekord bei den Frauen mit 18:40 min auf. Der Lauf ist Bestandteil des NRW-Uni-Laufcup mit einer Einzel- und Gruppenwertung.
2020 und 2021 fand der Lauf wegen der COVID-19-Pandemie nicht statt. Als Alternativangebot wurde in beiden Jahren der Lousberglauf Digital organisiert, bei dem die Läufer ihre Zeit für eine Laufleistung von 5.555 m selbst ermittelten und einreichten.
Im Jahr 2025 wurde der Lousberglauf aufgrund der extremen Hitze und den Unwetterwarnungen abgesagt.

## Statistik

### Streckenrekorde
- Männer: 16:42,6 min, Hamid Maaziz (DEU), 2012
- Frauen: 18:40 min, Esther Jacobitz (DEU), 2022

### Siegerliste
| Lauf | Jahr | Männer               | Zeit (min) | Frauen               | Zeit (min) | Finisher |
| ---- | ---- | -------------------- | ---------- | -------------------- | ---------- | -------- |
| 35   | 2024 | Gil Weicherding      | 17:08      | Anna Gehring         | 19:35      | 1691     |
| 34   | 2023 | Lothar Wyrwoll       | 17:57      | Berit Scheid         | 20:44      | 1654     |
| 33   | 2022 | Jonathan Dahlke -2-  | 17:08      | Esther Jacobitz      | 18:40      | 1324     |
| 32   | 2021 | Lothar Wyrwoll       | 17:57      | Vera Coutellier -2-  | 19:17      | 314      |
| 31   | 2020 | Jonathan Dahlke      | 16:31      | Vera Coutellier      | 20:40      | 550      |
| 30   | 2019 | Max Nores            | 17:39,8    | Julia Kümpers -2-    | 19:38.3    | 1858     |
| 29   | 2018 | Martin Heuschen      | 17:57,6    | Julia Kümpers        | 20:38,2    | 1822     |
| 28   | 2017 | Mussa Hudrog -6-     | 17:16,4    | Maike Schön -2-      | 20:17,5    | 1828     |
| 27   | 2016 | Mussa Hudrog -5-     | 17:23,6    | Amy Stephenson       | 19:38,1    | 1757     |
| 26   | 2015 | Mussa Hudrog -4-     | 17:18,7    | Maike Schön          | 19:38.5    | 1840     |
| 25   | 2014 | Mussa Hudrog -3-     | 17:21,5    | Kristina Ziemons -2- | 20:03,7    | 1843     |
| 24   | 2013 | Rachid Ezzouniou     | 17:36,     | Kristina Ziemons     | 20:46,0    | 1645     |
| 23   | 2012 | Hamid Maaziz         | 16:42,6    | Veronica Pohl -5-    | 19:34,5    | 1874     |
| 22   | 2011 | Mussa Hudrog -2-     | 17:14,5    | Veronica Pohl -4-    | 19:13,5    | 1870     |
| 21   | 2010 | Mussa Hudrog         | 17:12,9    | Veronica Pohl -3-    | 19:47,2    | 1850     |
| 20   | 2009 | Lars Haferkamp -3-   | 17:23,2    | Veronica Pohl -2-    | 19:21,5    | 1854     |
| 19   | 2008 | Lars Haferkamp -2-   | 17:19,7    | Veronica Pohl        | 20:02,7    | 1803     |
| 18   | 2007 | Jan Oude-Aost        | 17:13,2    | Claudia Leschnik     | 20:14,2    | 1766     |
| 17   | 2006 | Fahd Mellouk -4-     | 17:21,3    | Ira Korsten -3-      | 21:35,2    | 1622     |
| 16   | 2005 | Fahd Mellouk -3-     | 17:10,6    | Ira Korsten -2-      | 20:44,7    | 1621     |
| 15   | 2004 | Philipp Nawrocki -2- | 17:26,6    | Ira Korsten          | 20:38,2    | 1294     |
| 14   | 2003 | Fahd Mellouk -2-     | 17:18,7    | Kim Walraven         | 20:32,5    | 1319     |
| 13   | 2002 | Fahd Mellouk         | 17:34,1    | Kerstin Meisa        | 21:00,5    | 1275     |
| 12   | 2001 | Lars Haferkamp       | 17:21,7    | Angela Müller        | 21:18,0    | 1410     |
| 11   | 2000 | Philipp Nawrocki     | 17:23      | Gabi Reiners -2-     | 21:48      | 1062     |
| 10   | 1999 | Holger Ahrenberg -3- | 17:47      | Svetlana Waack -3-   | 20:42      | 1272     |
| 9    | 1998 | Holger Ahrenberg -2- | 17:19      | Irene Havertz-Röhli  | 21:09      | 848      |
| 8    | 1997 | Sebastian Bürklein   | 15:57,5    | Svetlana Waack -2-   | 19:20,5    | 532      |
| 7    | 1996 | Ansgar Lenfers -2-   | 14:31,3    | Svetlana Waack       | 17:49,3    | 525      |
| 6    | 1995 | Ansgar Lenfers       | 14:48      | Wasa Havenith        | 17:48      | 572      |
| 5    | 1994 | Holger Ahrenberg     | 15:01      | Sylvia Ostländer     | 19:21      | 654      |
| 4    | 1993 | Jan-Gerrit Riemer    | 15:12      | Gabi Reinharts       | 18:22      | 328      |
| 3    | 1992 | Erik Simonis         | 15:04      |                      |            | [ 37 ]   |
| 2    | 1991 | Claus Seifert        | 15:15      | Gabi Reiners         | 19:15      | 307      |